# Acanthurus coeruleus
El pez cirujano (Acanthurus coeruleus), también llamado cirujano azul, barbero azul, navajón azul y sangrador azul, es una especie de pez marino de la familia Acanthuridae.

## Biología
Posee la morfología típica de su familia, cuerpo comprimido lateralmente y ovalado. La boca es pequeña, protráctil y situada en la parte inferior de la cabeza. El hocico es grande. Tiene 9 espinas y 26 a 28 radios blandos dorsales; 3 espinas y entre 24 y 26 radios blandos anales; 16 o 17 radios pectorales; 13 o 14 branquiespinas anteriores y 13 branquiespinas posteriores. Un ejemplar juvenil de 38 mm tiene 8 dientes superiores y 10 inferiores, cuando alcanza los 235 mm posee 14 superiores y 16 inferiores.
Como todos los peces cirujano, de ahí les viene el nombre común, tiene 2 espinas extraíbles en el pedúnculo caudal, que las usan para defenderse de otros peces. Están cubiertas de una funda color crema.
Su coloración es azul intenso, en ocasiones violáceo. Los ejemplares maduros pueden cambiar temporalmente su coloración, desde un tono casi negro hasta un blanco pálido, en su totalidad o en partes del cuerpo. Los juveniles son de color amarillo luminoso, y tienen otra etapa de transición al adulto en la que adquieren una tonalidad azul grisácea o marrón anaranjada, con varias rayas verticales de color gris.

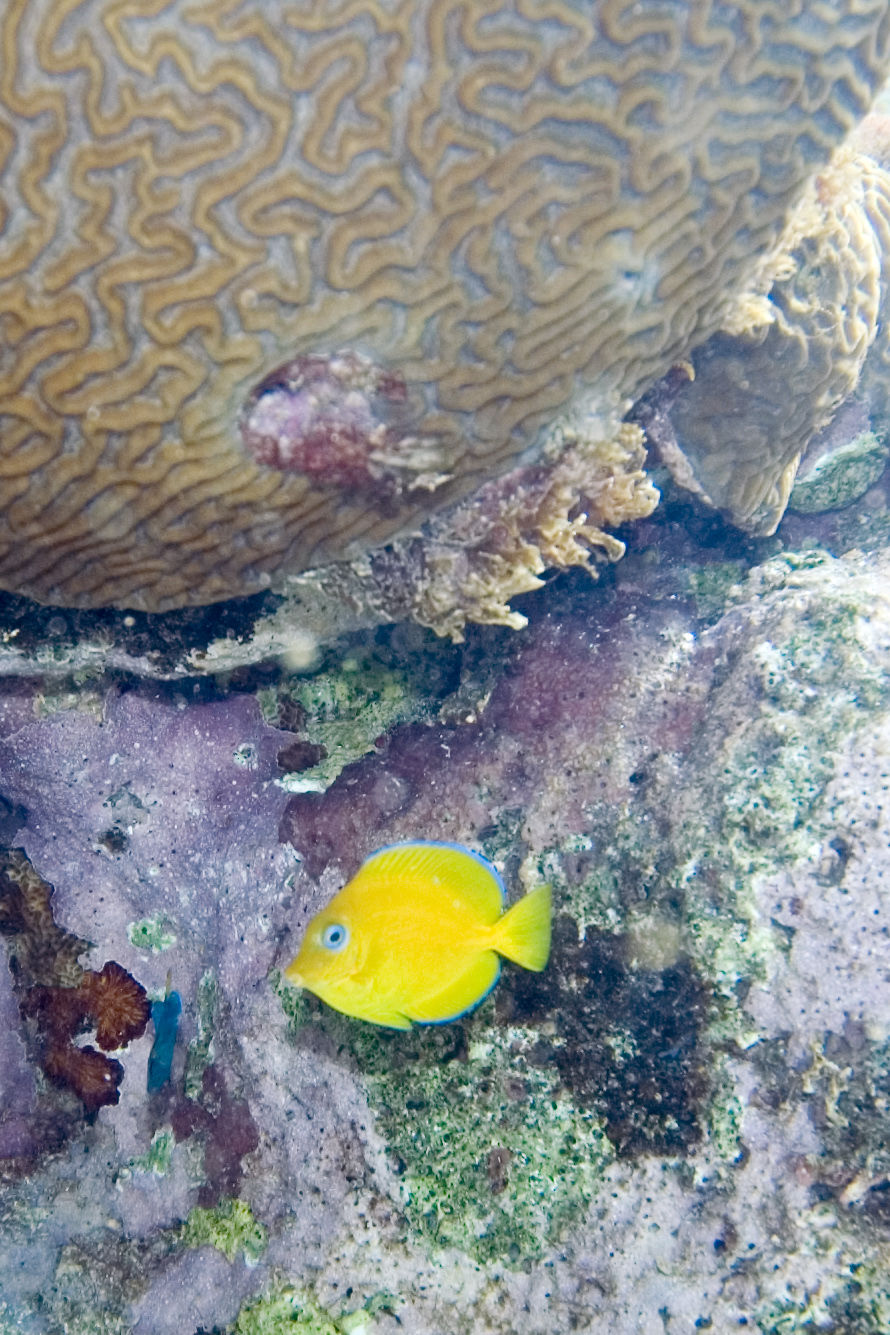
A. coeruleus juvenil
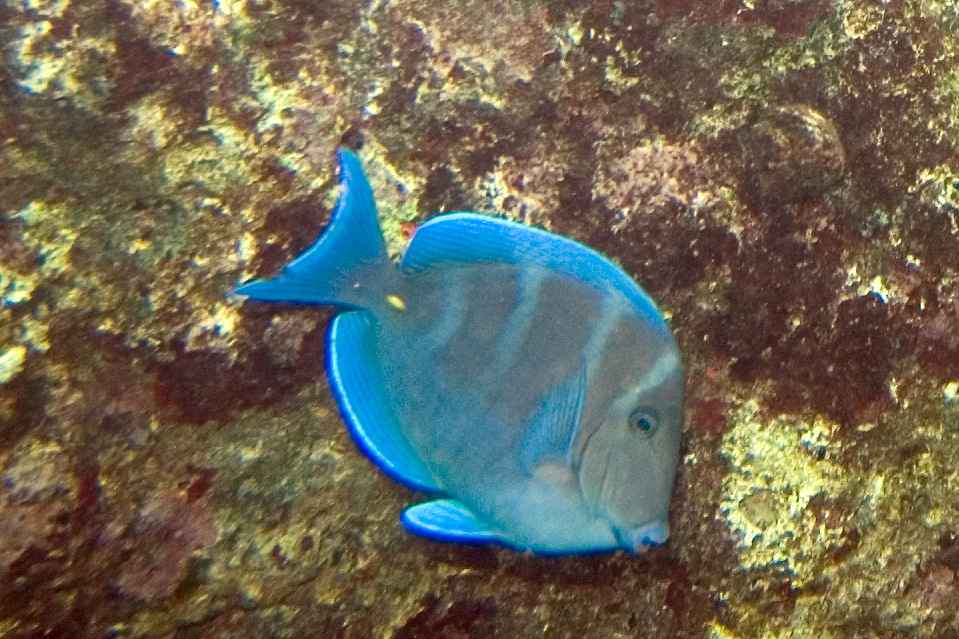
A. coeruleus cambiando a adulto
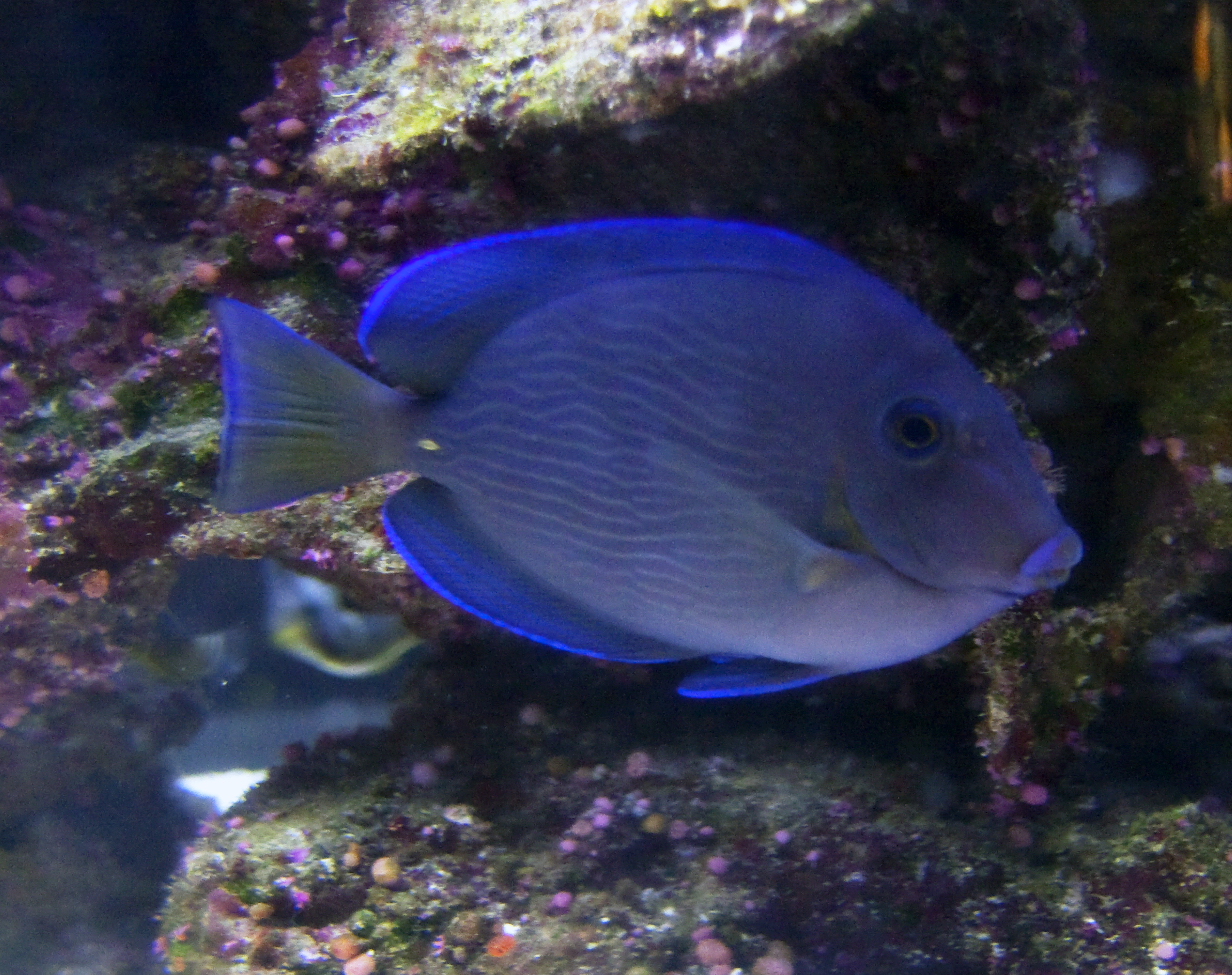
A. coeruleus adulto

Alcanza los 39 cm de largo, aunque su tamaño adulto más normal es de 25 cm de longitud.
Se reporta una longevidad máxima de 43 años.

## Hábitat y distribución
Asociado a arrecifes, habita zonas rocosas y con algas. Ocasionalmente en praderas marinas. Los juveniles prefieren áreas resguardadas, y son solitarios y territoriales. Los adultos pueden ser territoriales, restringiendo su actividad a una pequeña área y defendiéndola con agresividad de otros congéneres o especies diferentes; o no territoriales, formando escuelas mixtas con otras especies y deambulando por áreas mayores.
Su rango de profundidad está entre 2 y 40 m, aunque con mayor frecuencia entre 2 y 18 m. El rango de temperatura conocido en el que se localiza está entre 7.09 y 28.06 °C.
Se distribuye en el océano Atlántico occidental. Es especie nativa de Anguilla; Antigua y Barbuda; Aruba; Bahamas; Barbados; Belice; Bermuda; Brasil (Trinidad); Islas Caimán; Colombia; Costa Rica; Cuba; Dominica; República Dominicana; Estados Unidos de América; Guayana Francesa; Granada; Guadalupe; Guatemala; Guayana; Haití; Honduras; Jamaica; Martinica; México; Montserrat; Antillas Neerlandesas; Nicaragua; Panamá; Puerto Rico; San Bartolomé; Santa Elena, Ascensión y Tristan da Cunha (Ascensión); San Cristóbal y Nieves; Santa Lucía; San Martín; San Vicente y las Granadina; Surinam; Trinidad y Tobago; Islas Turks y Caicos; Venezuela e islas Vírgenes.

## Alimentación

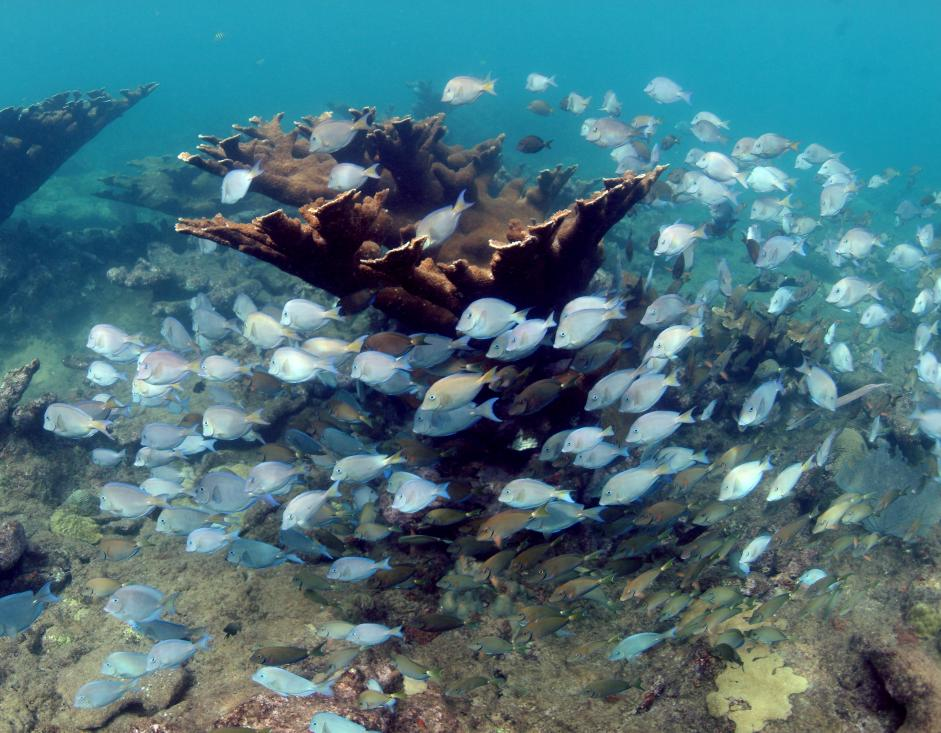
Escuela de Acanthurus coeruleus badeando una colonia de Acropora palmata, Puerto Rico

Se alimenta enteramente de algas. En Abrojos, todas las especies de peces herbívoras, a excepción de A. coeruleus, consumen también grandes cantidades de detritus. Pastorea una amplia variedad de algas bénticas, ocasionalmente en praderas marinas.
Conforma cardúmenes de alimentación junto a especies emparentadas, como Acanthurus bahianus, A. chirurgus y A. tractus, para asaltar parches de algas custodiados por peces damisela. En el archipiélago de Fernando de Noronha los juveniles forman "estaciones de limpieza", junto a individuos de Acanthurus chirurgus y el sargento mayor Abudefduf saxatilis, picoteando los restos de piel y desparasitando ejemplares de tortuga verde Chelonia mydas, así como pastoreando algas de rocas y corales.
En acuarios es muy sencillo alimentarlos, aunque de principio costará que acepte alimento, se puede alimentar con alga nori, alga uvas, y alimento específico para peces herbívoros de agua salada

## Reproducción
No presentan dimorfismo sexual aparente. Alcanzan la madurez sexual con 13 cm. Son ovíparos y de fertilización externa. No cuidan a sus crías. Desovan, tanto en pareja, como en agregaciones de 6000 o 7000 individuos. En el primer caso, el macho de la pareja reserva un territorio en el fondo y adquiere una efímera fase de coloración pálida
Los huevos son pelágicos, de 1 mm de diámetro, y contienen una gotita de aceite para facilitar la flotación. En 24 horas, los huevos eclosionan larvas pelágicas translúcidas, llamadas Acronurus. Son plateadas, comprimidas lateralmente, con la cabeza en forma de triángulo, grandes ojos y prominentes aletas pectorales. Cuando evolucionan a juveniles mutan su color plateado a amarillo y las formas de su perfil se redondean. La etapa larval completa dura entre 46 y 57 días, después se establecen en los arrecifes habiendo alcanzado los 26.7 mm de largo.

## Galería

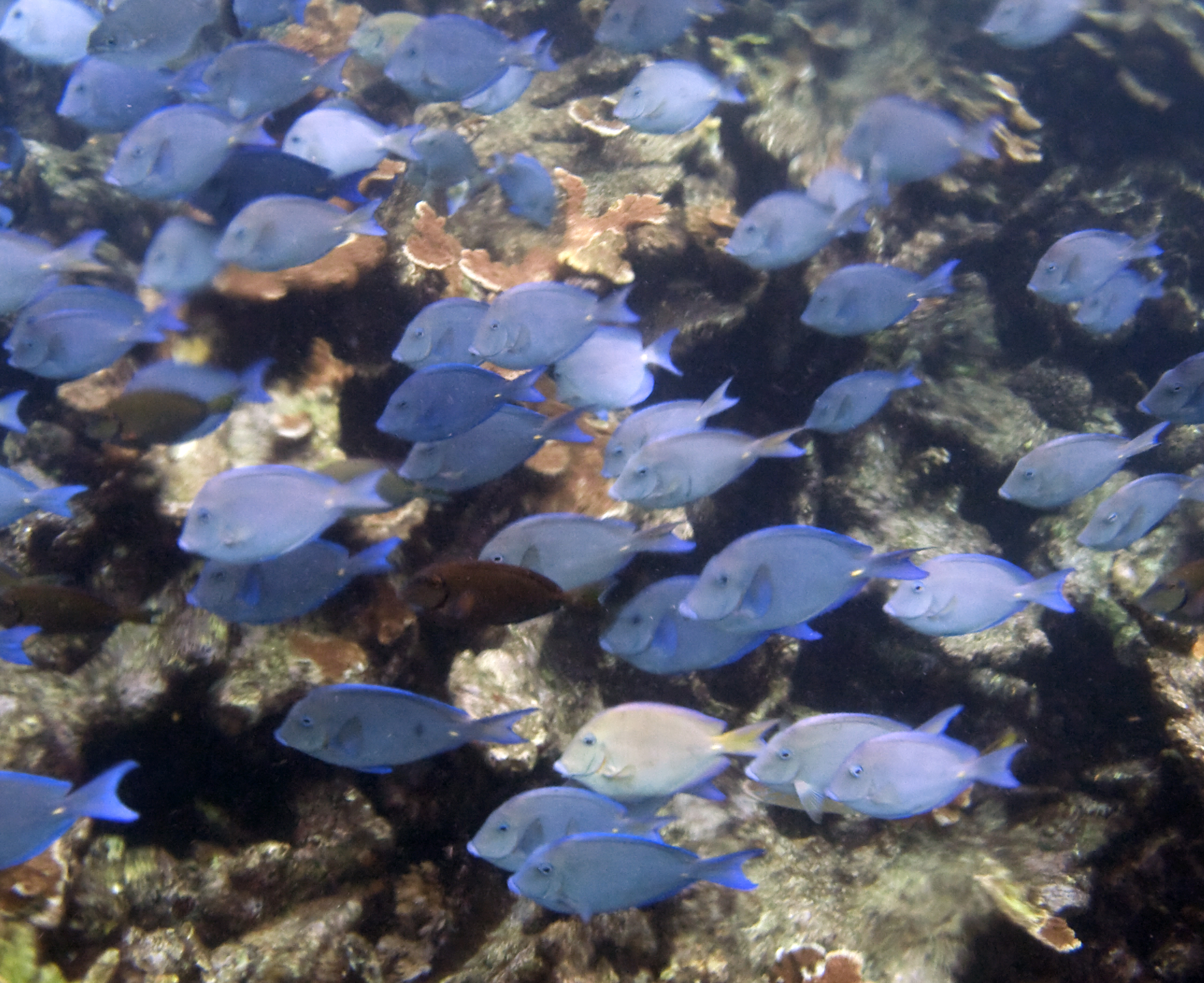
Banco de A. coeruleus en Puerto Morelos
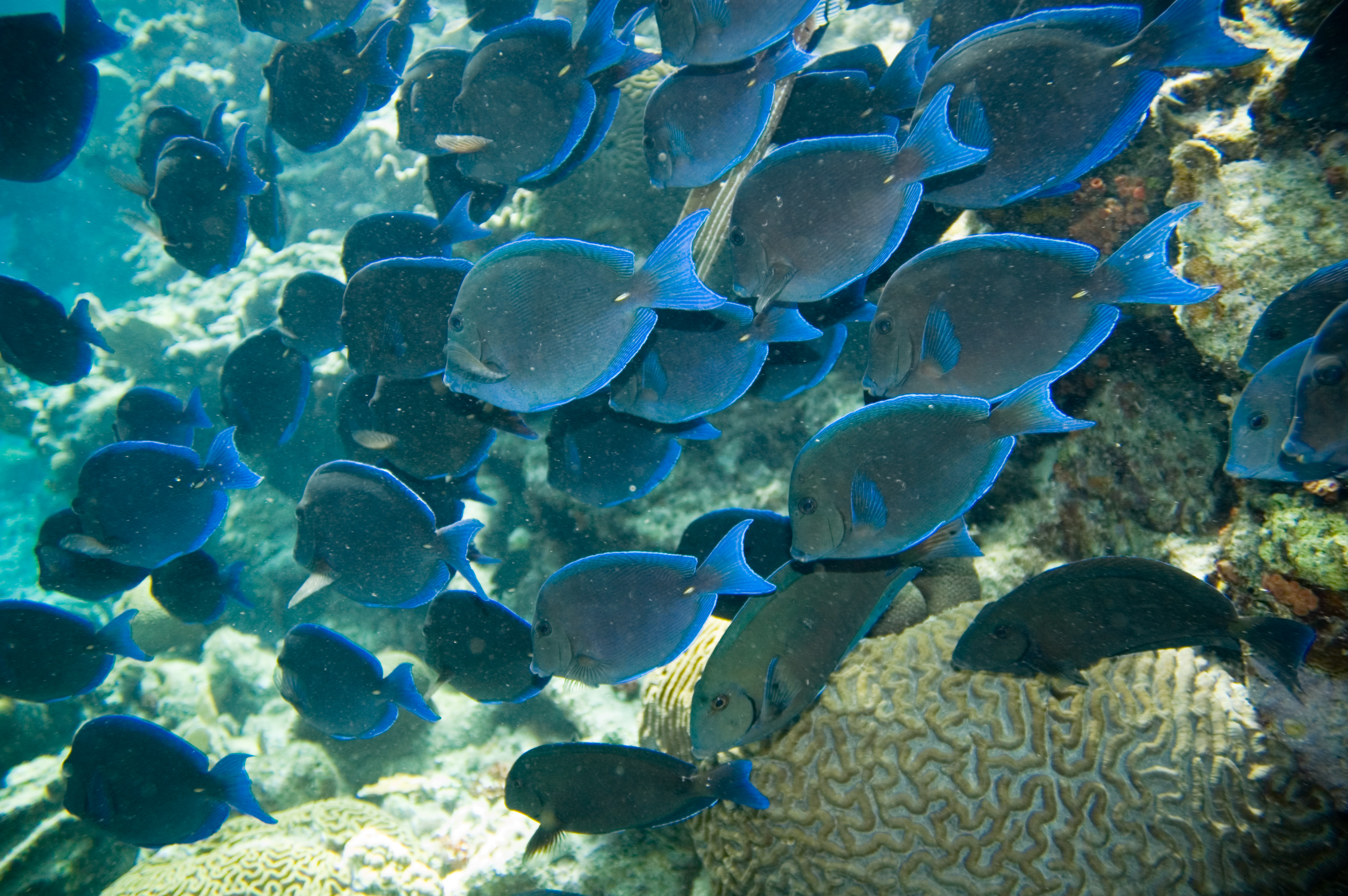
A. coeruleus en Bonaire
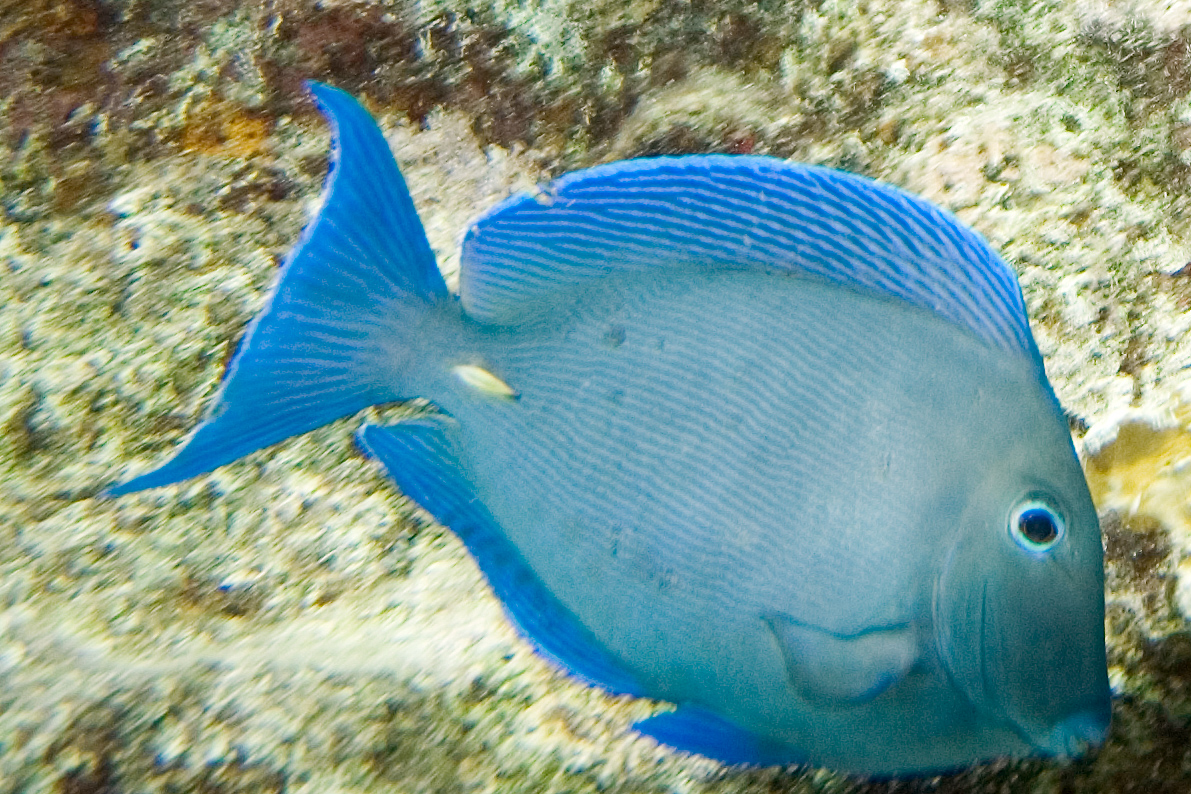
Alimentándose en Bonaire
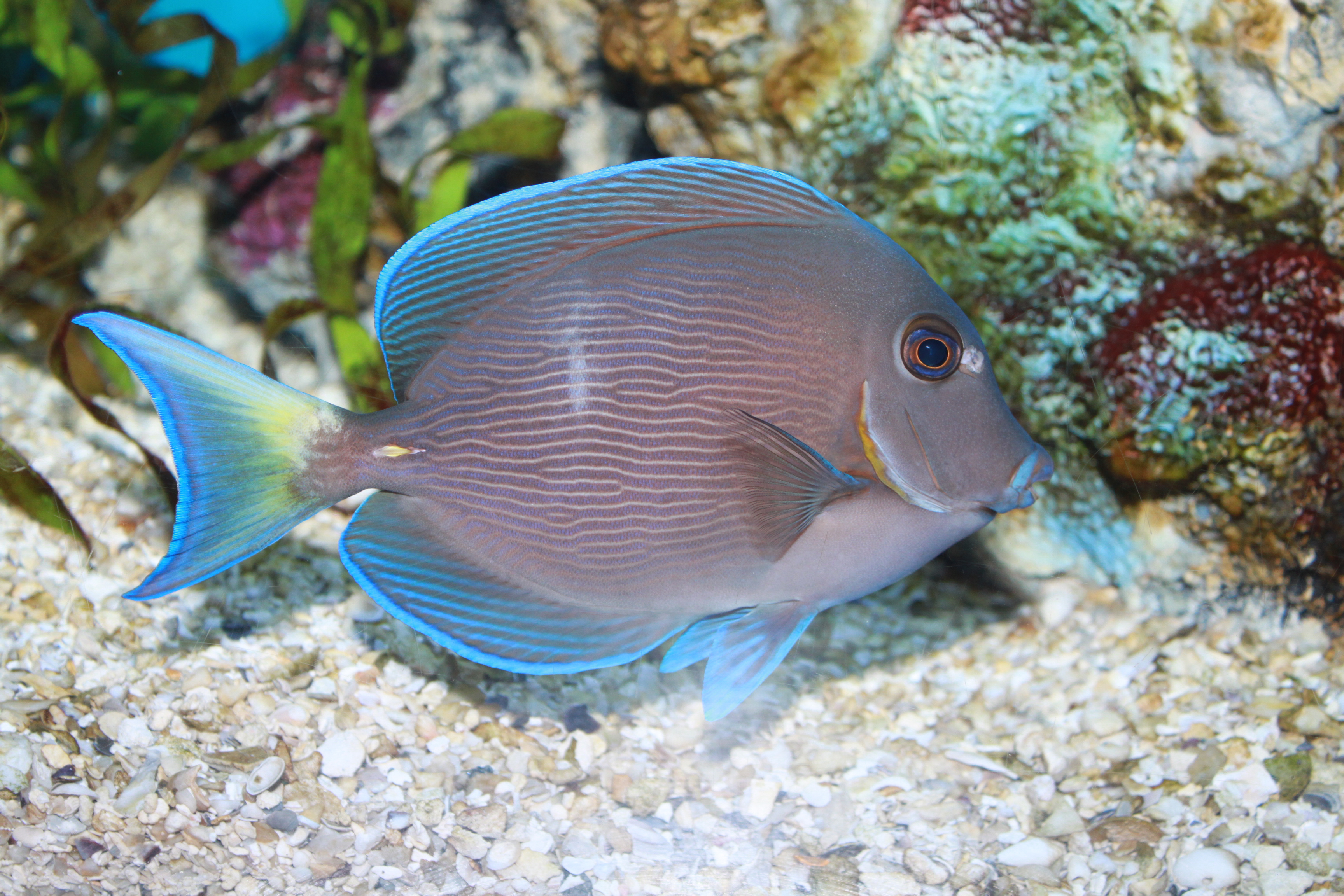
Variedad de coloración violácea
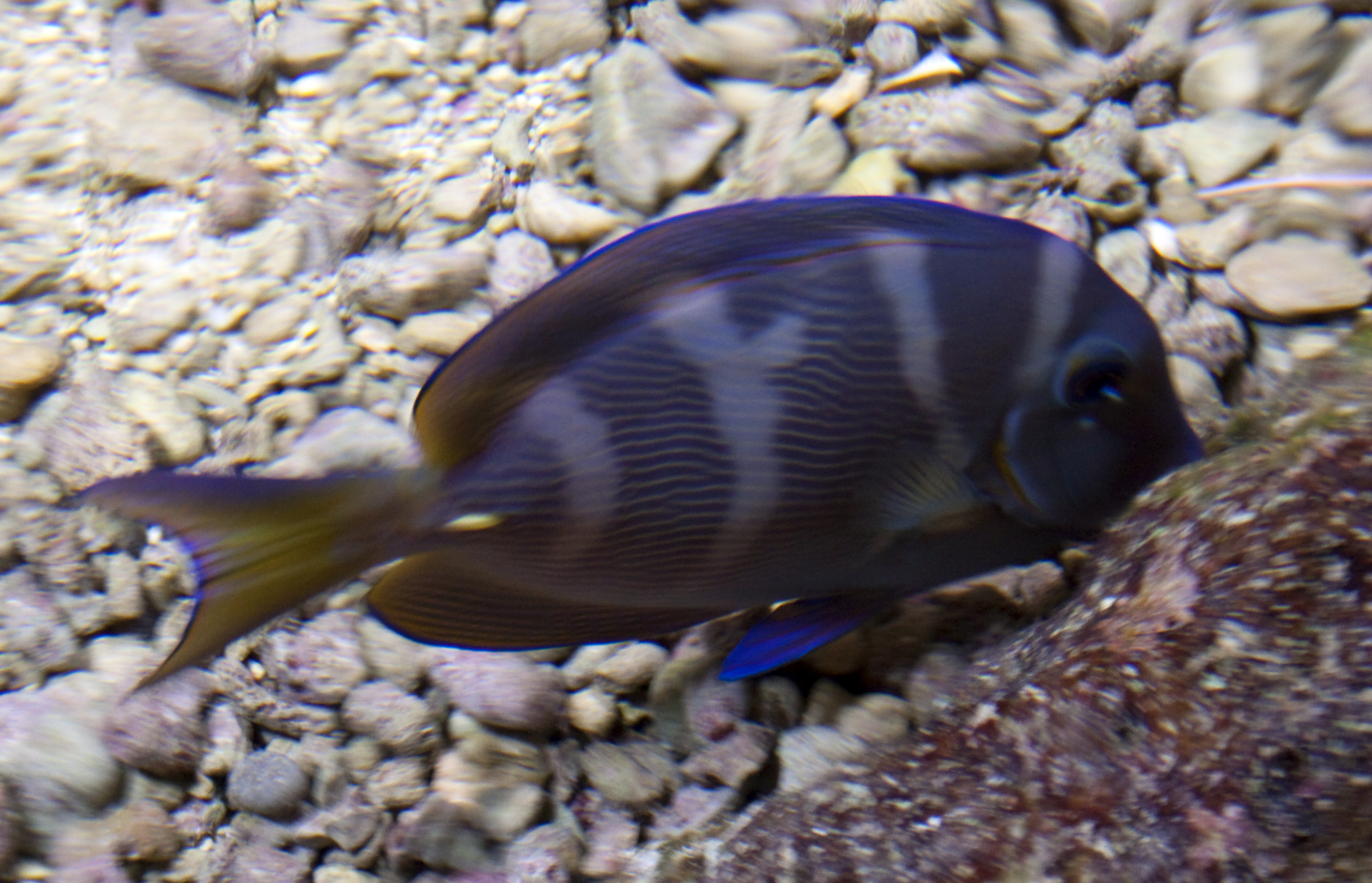
Juvenil mutando la coloración a adulto
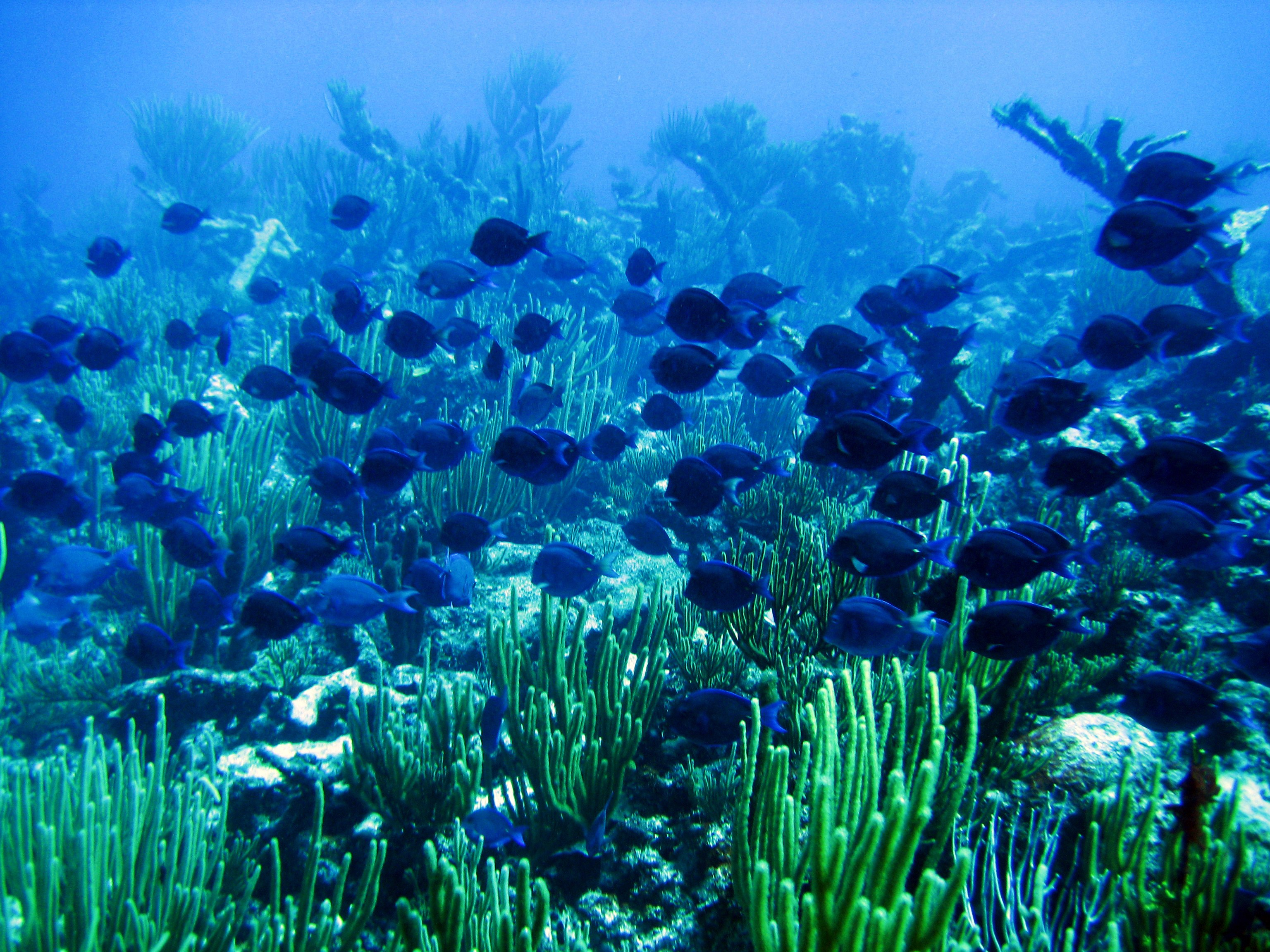
Cardumen en las islas Vírgenes
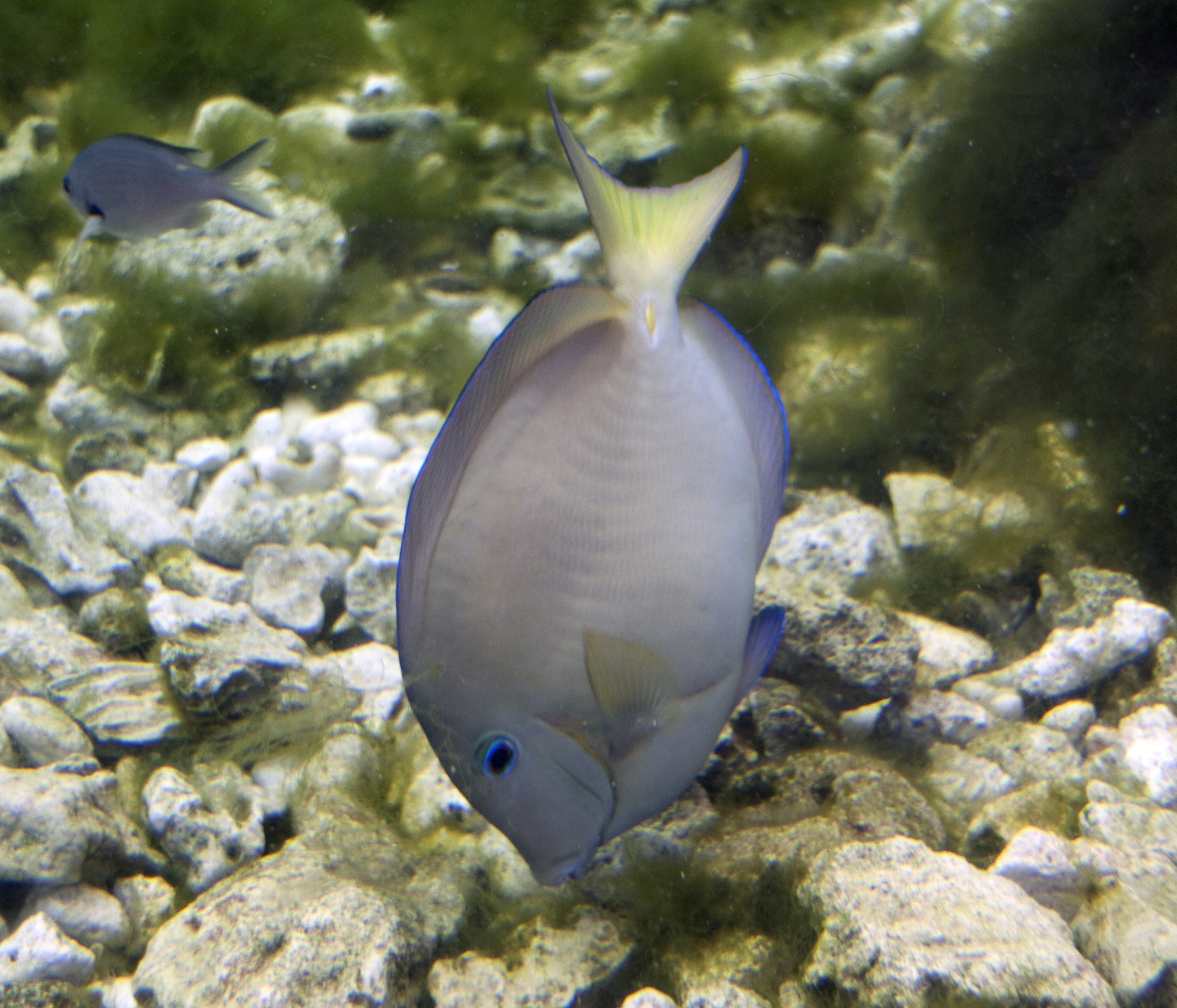
En un arrecife de Riviera Maya